# Circonscription de McPherson
La circonscription de McPherson est une circonscription électorale fédérale australienne dans le Queensland. Elle a été créée en 1949 et porte le nom de la Chaîne McPherson. Elle est située au sud-est de l'État et correspond à la partie sud de la connurbation de la Gold Coast.

## Représentants
| Nom            | Parti              | Période de mandat |
| -------------- | ------------------ | ----------------- |
| Arthur Fadden  | Country            | 1949-1958         |
| Charles Barnes | Country            | 1958-1972         |
| Eric Robinson  | Libéral            | 1972–1981         |
| Peter White    | Libéral            | 1981–1990         |
| John Bradford  | Libéral            | 1990–1998         |
| John Bradford  | Chrétien-démocrate | 1998–1998         |
| Margaret May   | Libéral            | 1998-2010         |
| Karen Andrews  | Libéral national   | 2010-2025         |
| Leon Rebello   | Libéral            | 2025-en cours     |

## Résultats des élections
| Parti                            | Parti                        | Candidat                     | Voix    | %     | ±     |
| -------------------------------- | ---------------------------- | ---------------------------- | ------- | ----- | ----- |
|                                  | Libéral national             | Karen Andrews                | 42 288  | 43,56 | −4,68 |
|                                  | Travailliste                 | Carl Ungerer                 | 21 354  | 22,00 | −0,85 |
|                                  | Verts                        | Scott Turner                 | 14 971  | 15,42 | +4,43 |
|                                  | Une nation                   | Kevin Hargraves              | 7 013   | 7,22  | +1,36 |
|                                  | UAP                          | Joshua Berrigan              | 6 490   | 6,69  | +3,36 |
|                                  | Valeurs                      | Andy Cullen                  | 2 310   | 2,38  | +2,38 |
|                                  | Démocrates libéraux          | Glenn Pyne                   | 2 063   | 2,12  | −1,36 |
|                                  | Fédération                   | Gary Pead                    | 594     | 0,61  | +0,61 |
| Total des suffrages exprimés     | Total des suffrages exprimés | Total des suffrages exprimés | 97 083  | 94,58 | +0,91 |
| Votes nuls                       | Votes nuls                   | Votes nuls                   | 5 565   | 5,42  | −0,91 |
| Participation                    | Participation                | Participation                | 102 648 | 87,56 | −2,84 |
| Résultat de préférence bipartite |                              |                              |         |       |       |
|                                  | Libéral national             | Karen Andrews                | 57 605  | 59,34 | −2,86 |
|                                  | Travailliste                 | Carl Ungerer                 | 39 478  | 40,66 | +2,86 |
|                                  | Libéral national retenir     | Libéral national retenir     | Swing   | −2,86 |       |